# 63-as busz (Salgótarján)
A salgótarjáni 63-as busz a Camping telep és a Hősök útja forduló (korábbi nevén Bányagépgyár) között közlekedik, Zagyvapálfalva "falusi részének" érintésével (Csokonai út, Sugár út). A város egyik leghosszabb és legforgalmasabb járata. Menetidő 41 perc bár bizonyos járatok menetideje hosszabb a betérések miatt (Tesco, Gorkij telep).
A 2012. február 4-én bevezetett menetrendek előtt az útvonala a Camping telep - Főtér – Csokonai út – Budapesti út – Hősök útja közötti szakaszra korlátozódott bár bizonyos járatai betértek a Sugár útra, de ez csak pár járatot érintett hiszen a 2011. augusztusi menetrendben még szerepelt a 3K és a 10-es busz amik kiszolgálták a Sugár utat bár ezen járatok üzemideje eléggé csekély volt (napi 4-5 db járat)
A járat közlekedtetése 2012. február 4-i menetrendváltás után ideiglenesen megszűnt, helyét korábban szintén közlekedő majd megszüntetett, két betétjárata váltotta, a 63Y és a 63A jelzésű autóbusz. Az április 1-i menetrendváltással újraindult a 63Y és a 63A újból megszűnt. Újraindulását követően útvonalát némileg módosították a Camping telep - Főtér - Csokonai út - Sugár út - Budapesti út - Hősök útja között.
2014. október 10-től a Sugár útra betérő járatok 63S jelzést kaptak.

## Útvonala
| 63 Camping telep - Főtér - Csokonai út - Hősök útja:                                                                | 63S Camping telep - Főtér - Csokonai út - Sugár út - Hősök útja: | 63 Hősök útja - Csokonai út - Főtér - Camping telep:                                                                | 63S Hősök útja - Sugár út - Csokonai út - Főtér - Camping telep: |
| --- | --- | --- | --- |
| - Camping telep - Kemping út - Füleki út - Rákóczi út - Csokonai út - Budapesti út - Hősök útja - Hősök úti forduló | - Camping telep - Kemping út - Füleki út - Rákóczi út - Csokonai út - Nagymező út - Sugár út - Sugár út 126. - Sugár út - Nagymező út - Csokonai út - Budapesti út - Hősök útja - Hősök úti forduló | - Hősök úti forduló - Hősök útja - Budapesti út - Csokonai út - Rákóczi út - Füleki út - Kemping út - Camping telep | - Hősök úti forduló - Hősök útja - Budapesti út - Csokonai út - Nagymező út - Sugár út - Sugár út 126. - Sugár út - Nagymező út - Csokonai út - Rákóczi út - Füleki út - Kemping út - Camping telep |

## Megállóhelyei
| 63/63S (Camping telep – (Tesco áruház –) Csokonai út (– Sugár út) – Budapesti út – (Gorkij telep –) Hősök út) |                                          |          | | |
| Perc (↓) | Megállóhely                              | Perc (↑) | Megállóhelyet érintő járatok | Fontosabb létesítmények                                                                                              |
| 0 | Camping telep                            | 31       | 6, 36, 61, 63, 63S | |
| 1 | Strandfürdő                              | 30       | 6, 11, 11A, 11B, 19, 36, 61, 63, 63S, 113 | Városi Strandfürdő, Strandkézilabda pálya                                                                            |
| 2 | Beszterce-lakótelep                      | 29       | 6, 11, 11A, 11B, 19, 36, 61, 63, 63S, 113 | |
| 3 | Béketelep                                | 28       | 6, 11, 11A, 11B, 19, 36, 61, 63, 63S, 113 | |
| 4 | Élelmiszerbolt                           | 27       | 6, 11, 11A, 11B, 19, 36, 61, 63, 63S, 113 | |
| 6 | Rendelőintézet                           | 26       | 6, 7, 7A, 7B, 11, 11A, 11B, 19, 27A, 36, 61, 63, 63S, 113 | Rendelőintézet |
| 8 | Szent Lázár Kórház                       | 25       | 6, 7, 7A, 7B, 11, 11A, 11B, 19, 27A, 36, 61, 63, 63S, 113 | Nógrád Vármegyei Szent Lázár Kórház                                                                                  |
| 10 | Füleki úti körforgalom                   | 23       | 1, 1U, 6, 7, 7A, 7B, 11, 11A, 11B, 13, 14, 19, 27A, 36, 46, 63, 63S, 113 | |
| 12 | Fő tér                                   | 21       | 1, 1U, 6, 7, 7A, 7B, 11, 11A, 11B, 13, 14, 19, 27A, 36, 46, 63, 63S, 113 Hatvan–Somoskőújfalu-vasútvonal                                                                       | Salgótarján József Attila Művelődési és Konferencia Központ, Karancs Szálló, dr. Förster Kálmán Emlékpark            |
| ∫ | Bem utca                                 | 19       | 1, 3C, 5, 6, 7, 7A, 7B, 7C, 8, 11, 11A, 11B, 14, 19, 27A, 36, 46, 58, 63, 63S                                                                                                  | Városháza, Dornyay Béla Múzeum, Apolló Mozi                                                                          |
| 14 | Megyeháza                                | 18       | 1, 1U, 3C, 5, 6, 7, 7A, 7B, 7C, 8, 9, 11, 11A, 11B, 13, 14, 19, 27A, 36, 46, 58, 63, 63S, 113 1305, 3055, 3058, 3075, 3080, 3081                                               | Megyeháza |
| 16 | Tűzhelygyár                              | 16       | 1, 1U, 2A, 2T, 3C, 5, 6, 7, 7A, 7B, 7C, 8, 11, 11A, 11B, 13, 14, 19, 27A, 36, 46, 58, 63, 63S, 113 1305, 3055, 3058, 3075, 3080, 3081                                          | Tűzhelygyár, Salgótarjáni Szakképzési Centrum Stromfeld Aurél Gépipari, Építőipari és Informatikai Szakközépiskolája |
| 17 | Tűzhelygyár alsó                         | 15       | 1, 1U, 2A, 2T, 3C, 5, 6, 7, 7A, 7B, 7C, 8, 11, 11A, 11B, 13, 14, 19, 27A, 36, 46, 58, 63, 63S, 113                                                                             | Tűzhelygyár |
| 18 | Külső-pályaudvar bejárati út             | 13       | 1, 1U, 2A, 2T, 3, 3C, 4, 5, 6, 7, 7A, 7B, 7C, 8, 9, 11, 11A, 11B, 13, 14, 19, 27A, 36, 46, 58, 63, 63S, 113 1305, 3055, 3058, 3075, 3080, 3081 Hatvan–Somoskőújfalu-vasútvonal | Salgótarján külső Salgótarján helyi autóbusz-állomás                                                                 |
| 20 | Volán központ                            | 12       | 1U, 3, 4A, 7A, 7C, 9, 13, 19, 36, 63S, 113 1305, 3045, 3055, 3058, 3075, 3080, 3081                                                                                            | KMKK - Nógrád Megyei Területi Igazgatóság                                                                            |
| A szürke háttérrel jelölt megállót csak bizonyos járatok érintenek. Részletekért lásd: menetrend              |                                          |          | | |
| +1 | Tesco áruház                             | +1       | 3, 4A, 9, 13, 19, 36, 63S, 113 | Tesco áruház |
| 22 | Csokonai út, szakközépiskola             | 10       | 1U, 7A, 7C, 63, 63S 3045 | Salgótarjáni Szakképzési Centrum Borbély Lajos Szakközépiskolája, Szakiskolája és Kollégiuma                         |
| 23 | Rózsafa, bejárati út                     | 9        | 1U, 7A, 7C, 63, 63S 3045 | |
| 24 | Újtelepi elágazó                         | 8        | 1U, 7A, 7C, 63, 63S 3045 | |
| A szürke háttérrel jelölt megállókat csak a 63S jelzésű járatok érintik. Részletekért lásd: menetrend         |                                          |          | | |
| +1 | Uzoni iskola                             | +7       | 1U, 7A, 7C, 63S | Uzoni Péter Gimnázium és Általános Iskola                                                                            |
| +2 | Sugár út 32.                             | +6       | 7A, 63S | |
| +3 | Sugár út 96.                             | +5       | 7A, 63S | |
| +4 | Sugár út 126.                            | +4       | 7A, 63S | Szennyvíztisztító telep                                                                                              |
| +5 | Sugár út 96.                             | +3       | 7A, 63S | |
| +6 | Sugár út 32.                             | +2       | 7A, 63S | |
| +7 | Uzoni iskola                             | +1       | 1U, 7A, 7C, 63S | Uzoni Péter Gimnázium és Általános Iskola                                                                            |
| 25 | Zagyvapálfalva, vasútállomás bejárati út | 7        | 63, 63S | Zagyvapálfalva |
| 27 | Szécsényi útelágazás                     | 6        | 9, 13, 19, 63, 63S Hatvan–Somoskőújfalu-vasútvonal 1010, 1012, 1020, 1021, 1301, 1305, 1351, 1354, 1384, 1447, 3055, 3058, 3060, 3061, 3075, 3081, 3126                        | Zagyvapálfalva |
| 28 | Budapesti úti rendelő                    | 5        | 9, 13, 19, 63, 63S | |
| 29 | Zagyvapálfalva, felüljáró                | 4        | 9, 13, 19, 63, 63S 1010, 1012, 1020, 1021, 1301, 1305, 1349, 1351, 1354, 1384, 1447, 3055, 3058, 3060, 3061, 3075, 3081, 3126                                                  | |
| A szürke háttérrel jelölt megállókat csak a Gorkijtelep felé betérő járatok érintik                           |                                          |          | | |
| +1 | Gorkijtelepi elágazó                     | +3       | 3C, 36, 63S | |
| +2 | Gorkijtelep                              | +2       | 3C, 36, 63S | |
| +3 | Gorkijtelepi elágazó                     | +1       | 3C, 36, 63S | |
| 30 | Arany János Általános Iskola             | 3        | 3, 3C, 4A, 36, 63, 63S, 113 | Salgótarjáni Általános Iskola Arany János Tagiskolája                                                                |
| 31 | Déryné út                                | 2        | 3, 3C, 4A, 36, 63, 63S, 113 | |
| 32 | Hősök út, Frigovill                      | 1        | 3, 3C, 4A, 36, 63, 63S, 113 | |
| 33 | Hősök úti forduló                        | 0        | 3, 3C, 4A, 36, 63, 63S, 113 | |

## Közlekedés
Hétköznap a Hősök út felé 20, a Camping telep felé 19 db, Hétvégén a Hősök út felé 11, a Camping telep felé 12 db járat indul. Ezek közül irányonként hétköznap 4 és 6 darab közlekedik Sugár út betérés nélkül, azaz 63-as jelzéssel, míg a maradék - irányonként 16 és 14 darab járat 63S jelzéssel közlekedik érintve a Sugár utat. A Tesco áruházat irányonként 3-3 darab járat érinti - a Hősök út felé a 9:20-as, 11:20-as és 16:25-ös, a Camping telep felé a 11:05-ös, a 13:10-es és a 18:00-s járat. Utóbbi irányba az 5:00-kor induló járat a Gorkij telep érintésével közlekedik.
Hétvégén a Hősök úttól 22:25-kor induló járat kivételével az összes járat 63S jelzéssel közlekedik. A Tesco áruházat irányonként 2-2 darab járat érinti - a Hősök út felé a 8:10-es és 12:20-as, a Camping telep felé a 10:00-kor és 14:00-kor induló járat.